# Tour de l'Annonciade
La tour de l'Annonciade est une tour située à Clumanc, en France.

## Localisation
La tour est située sur la commune de Clumanc, dans le département français des Alpes-de-Haute-Provence.

## Historique
L'édifice est inscrit au titre des monuments historiques en 1989.